# 太陽病
太陽病，中醫證名，為六經辨證之一。根據體系不同，有兩種意義：
1. 與經方家辨證體系相關之太陽病，以脈浮、頭項強痛、惡寒爲主要表現；
2. 與黃帝內經中足太陽膀胱經相關的太陽經病，以足太陽膀胱經循行部位的病症、該經絡及其相關臟腑所主的病症爲主要表現。

## 病因
傷寒學派認為，太陽屬表，爲六經藩籬，外邪侵犯人體，首先都由太陽侵入。

## 太陽病綱要
- 《傷寒論》：『太陽之爲病，脈浮，頭項強痛而惡寒。』這是太陽病基本的病徵。

脈浮是陽脈，也就是手指輕輕的碰，就可以感覺到脈，就稱之為浮脈。頭項強痛就是脖子後面後腦受風。此處受寒則溫度低，溫度低則寒則縮，縮即是血管跟神經都被束縛，血管變小，血液過不去，所以就感到強痛。惡寒就是發抖，體內汗水離開汗腺會經由皮膚毛孔排出，如果汗水離開汗腺還未至皮膚表面，但因為表寒毛孔閉縮，水無法出，水停留皮下，汗水一旦離開汗腺會成冰水，因此會有惡寒現象，惡寒就會一直發抖。
- 《傷寒論》：『太陽病，發熱汗出，惡風脈緩者，名爲中風。』

運動後，汗水大量流失之際，突然受風，此時脈浮不緊，就是虛證。因免疫系統產生對抗，因此會有發熱現象，此時汗出就是主要症狀，正常狀況下，平常人不流汗，此證病人卻常汗出，此時有時會發熱，中風證的發熱一般不是高燒。惡風即是怕風，病人不喜吹到風。
中風：流汗無惡寒，但不喜風，病人發熱發燒但溫度不高。
- 《傷寒論》：『太陽病，或已發熱，或未發熱，必惡寒，體痛，嘔逆，脈陰陽俱緊者，名曰傷寒。』

太陽病一定會有惡寒，體質好的會發熱，體質不好的人看不到發熱，並直接進入裏。脈陰陽俱緊者即是摸脈又浮又緊。
傷寒：不流汗，惡寒怕冷，全身骨節痠痛，因水排不出痠痛，中風不會痠痛，因為汗出。
- 《傷寒論》：『傷寒一日，太陽受之，脈若靜者，爲不傳；頗欲吐，若躁煩，脈數急者，爲傳也。』

一日，是一候，差不多不不足七日，可算足六日。脈靜就是脈象沒有變化，也就是如果初發是浮緩，六日後也微浮緩，表就是沒有傳經，也就是沒有到少陽，陽明，太陰，少陰，厥陰，簡而言之，病情沒有加劇。也就是一直停留在太陽上面。若是六日後，脈象突然跳得很急，那就是傳經，表示病情加劇。
- 《傷寒論》：『「傷寒」二、三日,「陽明」、「少陽」證不見者，爲不傳也; 頗欲吐，若煩躁者，爲傳也。』

若過兩三候以後不見陽明證或是少陽證，即不傳經，表示病情沒有加劇，還在太陽表證。
- 《傷寒論》：『「太陽病」發熱而渴，不惡寒者, 爲「溫病」。』

- 《傷寒論》：『若至汗出，身灼熱者，名曰「風溫」。』

- 《傷寒論》：『「風溫」爲病，脈陰陽俱浮，自汗出，身重，多眠睡，息必鼾，言語難出，若發汗者，小便不利，若被下者，直視，失溲，若被火者，爲發黃色，劇則如驚癇，時瘈瘲；若火薰之，一逆尚引日，再逆促命期。』

- 《傷寒論》：『病有發熱惡寒者，發於陽也；無熱惡寒者，發於陰也。發於陽，七日愈，發於陰，六日愈。以陽數七，陰數六故也。』

- 《傷寒論》：『太陽病，頭痛至七日以上自愈者，以行其經盡故也。若欲作再經者，針足陽明，使經不傳則愈。』

- 《傷寒論》：『太陽病，欲解時，從巳至未上。』

## 治法
- 桂枝湯。
- 麻黃湯。
- 大青龍湯

## 外部連結
- 桂枝湯 中藥方劑圖像數據庫 (香港浸會大學中醫藥學院) （中文）（英文）
- 麻黃湯 （页面存档备份，存于） 中藥方劑圖像數據庫 (香港浸會大學中醫藥學院) （中文）{{en}
- 大青龍湯 中藥方劑圖像數據庫 (香港浸會大學中醫藥學院) （中文）{{en}
- 太陽病 （页面存档备份，存于） 中藥方劑圖像數據庫 (香港浸會大學中醫藥學院) （中文）（英文）